# Lijst van vlaggen van Bosnische gemeenten
Dit artikel bevat een lijst van vlaggen van Bosnische gemeenten. Bosnië en Herzegovina telt 143 gemeenten, inclusief Sarajevo en Brčko.

## Federatie van Bosnië en Herzegovina

Banovići
Bihać
Bosanska Krupa
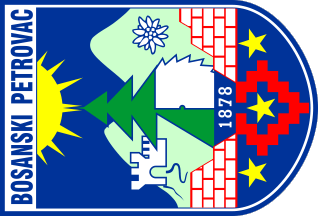
Bosanski Petrovac
Bosansko Grahovo
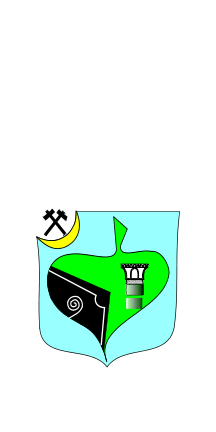
Breza
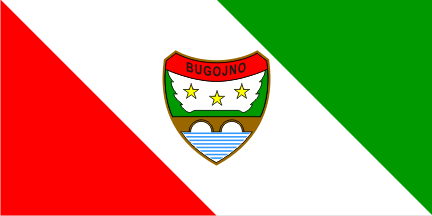
Bugojno
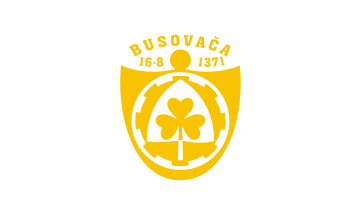
Busovača
Bužim
Čapljina
Cazin
Čelić
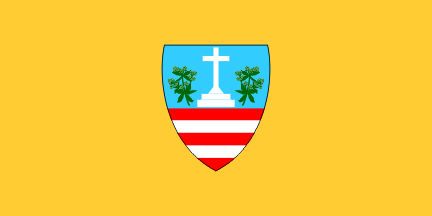
Čitluk
Drvar
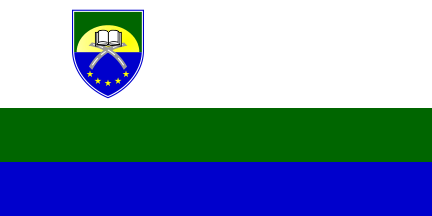
Doboj Istok
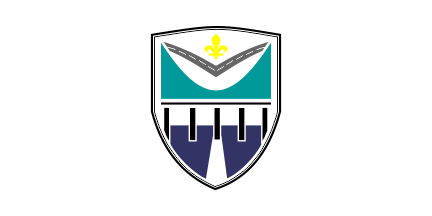
Doboj Jug
Dobretići
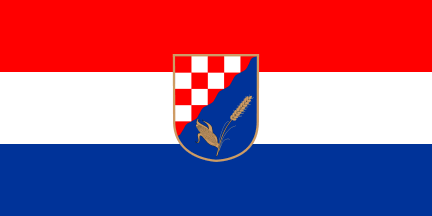
Domaljevac-Šamac
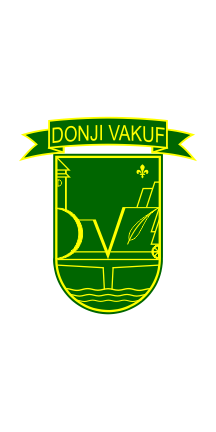
Donji Vakuf
Foča-Ustikolina
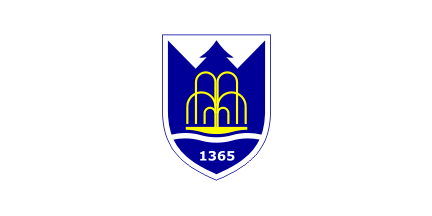
Fojnica
Glamoč
Goražde
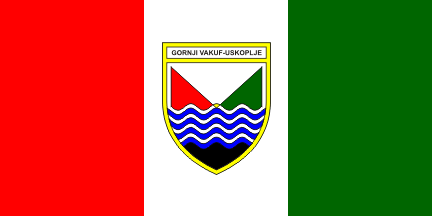
Gornji Vakuf-Uskoplje
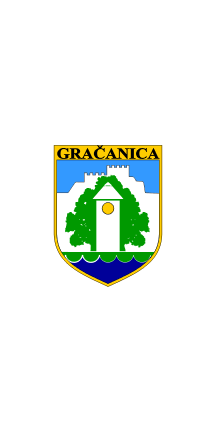
Gračanica
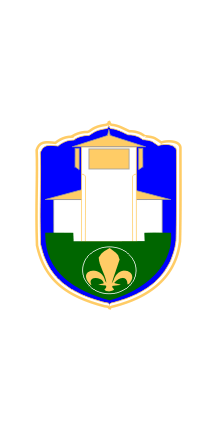
Gradačac
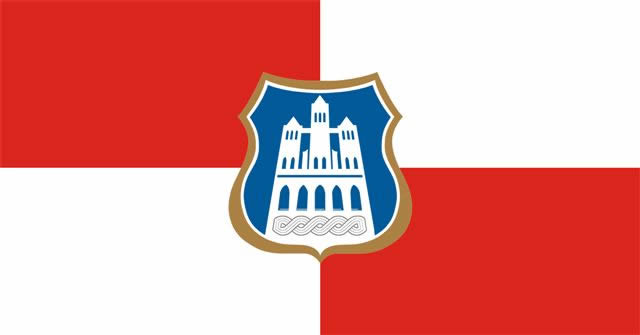
Grude
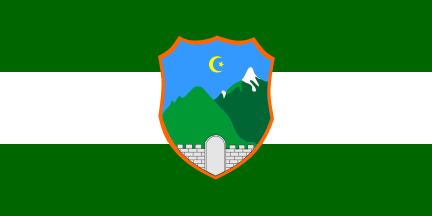
Hadžići
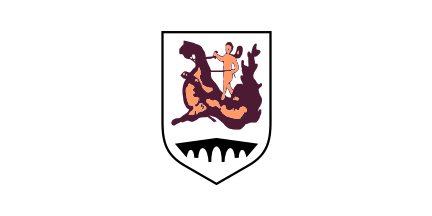
Ilidža
Ilijaš
Jablanica
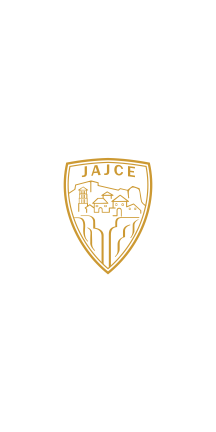
Jajce
Kakanj
Kalesija
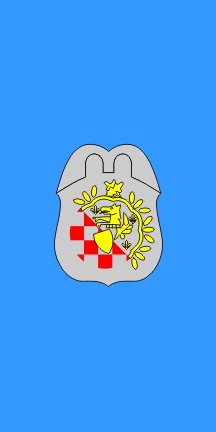
Kiseljak
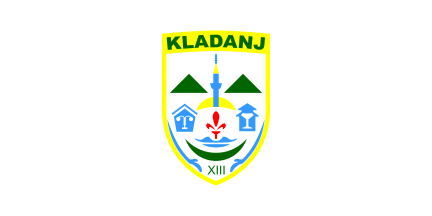
Kladanj
Ključ
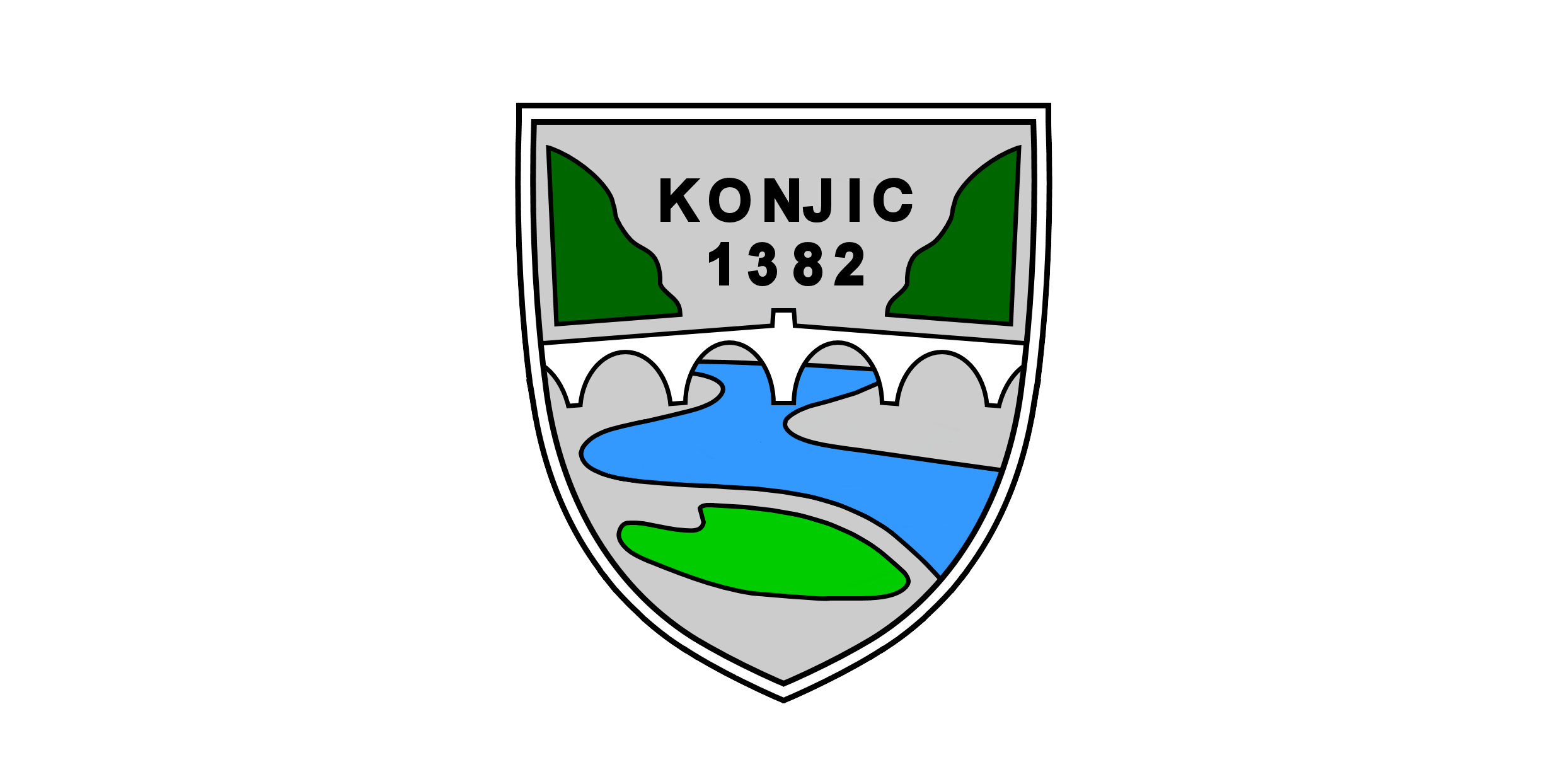
Konjic
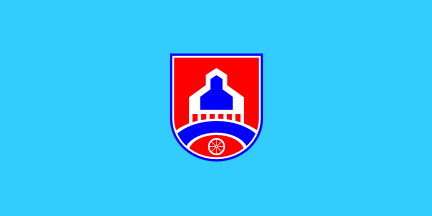
Kreševo
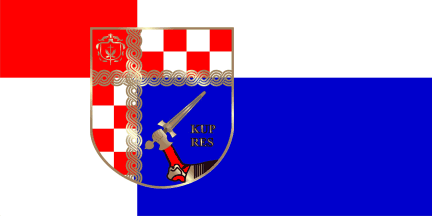
Kupres
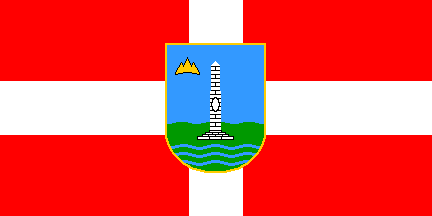
Livno
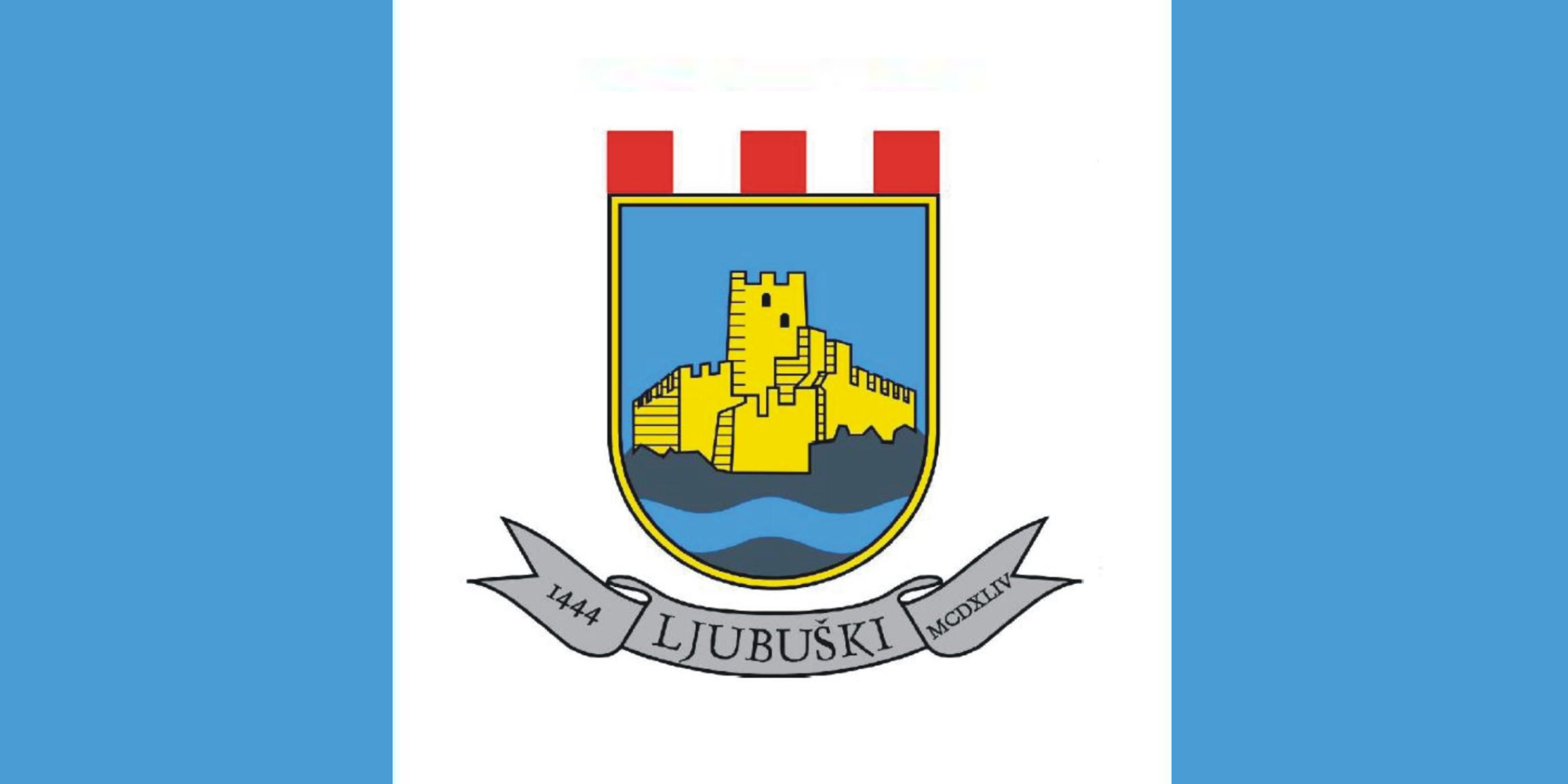
Ljubuški
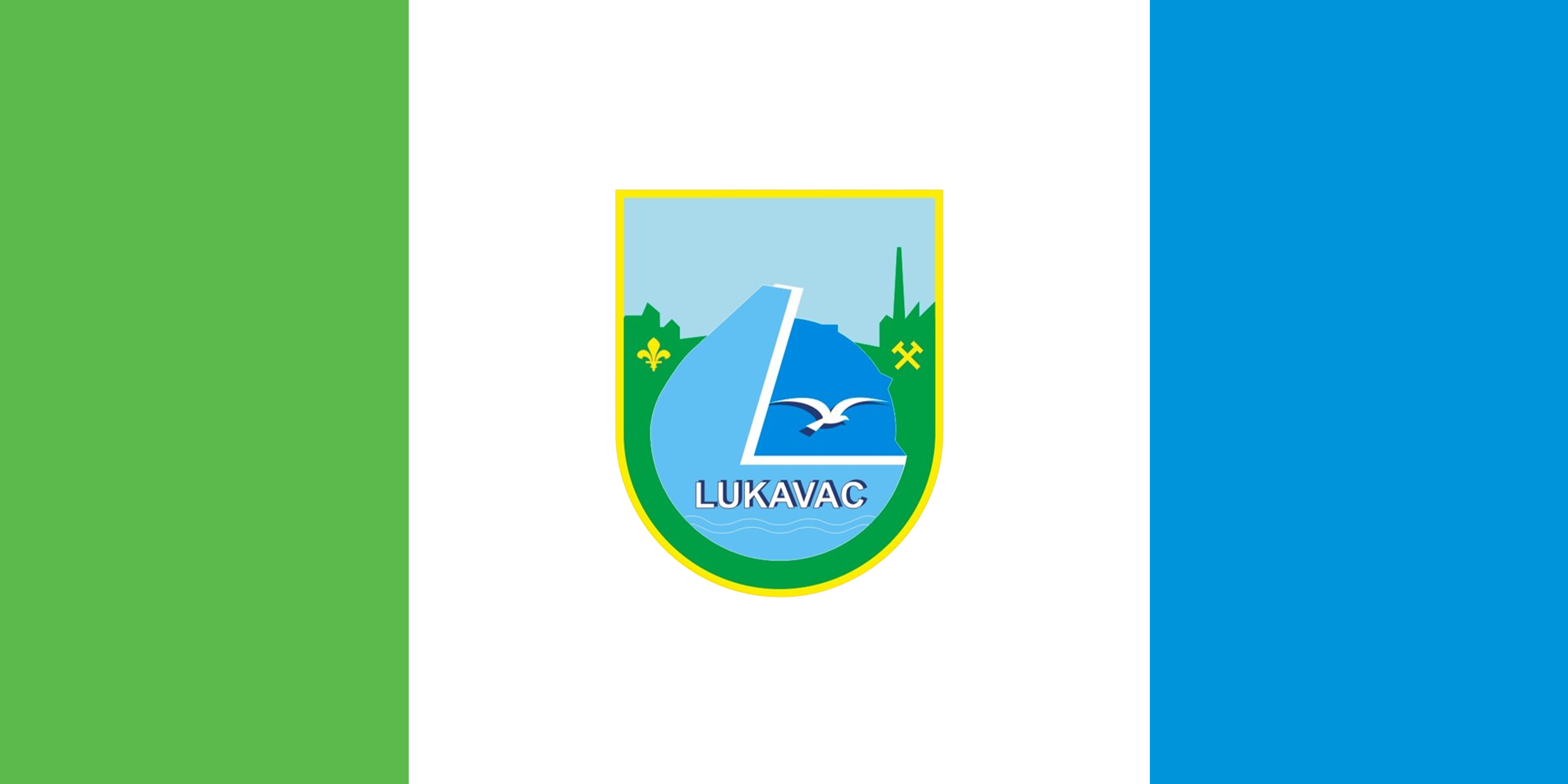
Lukavac
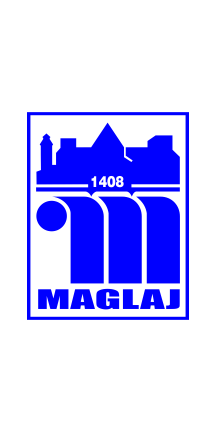
Maglaj
Mostar
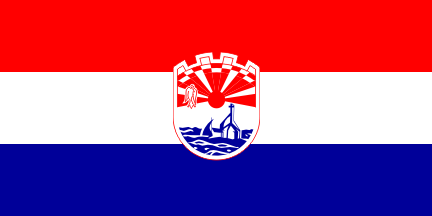
Neum
Novi Travnik
Odžak
Olovo
Orašje
Pale-Prača
Posušje
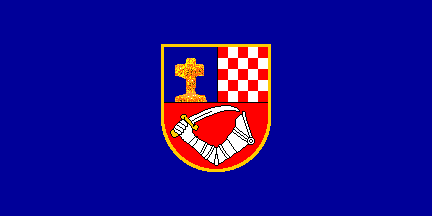
Prozor-Rama
Ravno
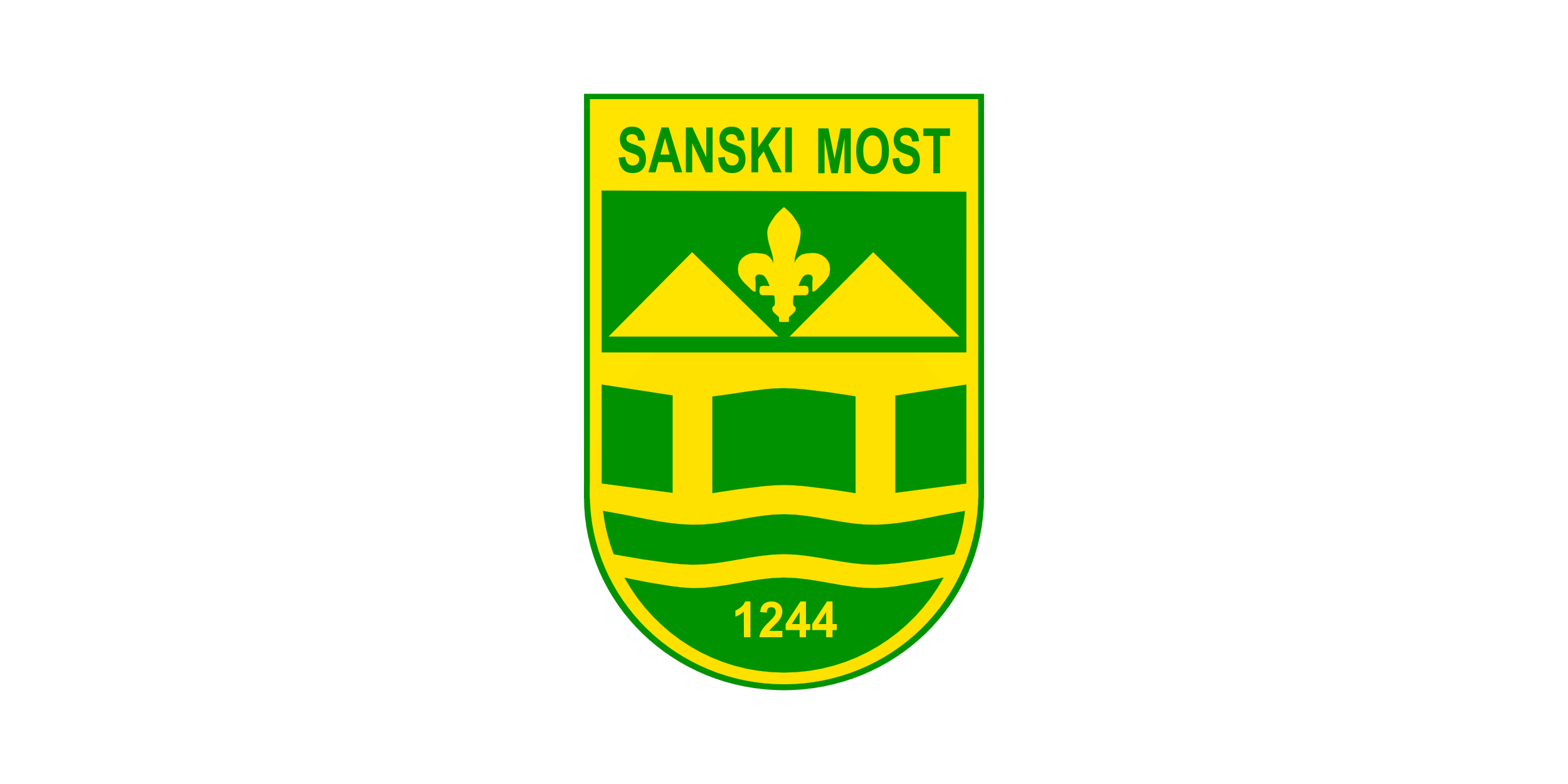
Sanski Most
Sapna
Sarajevo (Details)
Sarajevo-Centar
Sarajevo-Novi Grad
Sarajevo-Novo Sarajevo
Sarajevo-Stari Grad
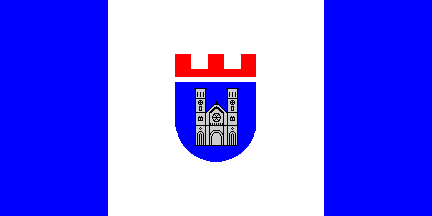
Široki Brijeg
Srebrenik
Stolac
Teočak
Tešanj
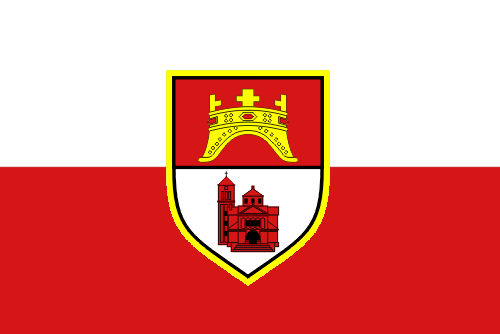
Tomislavgrad
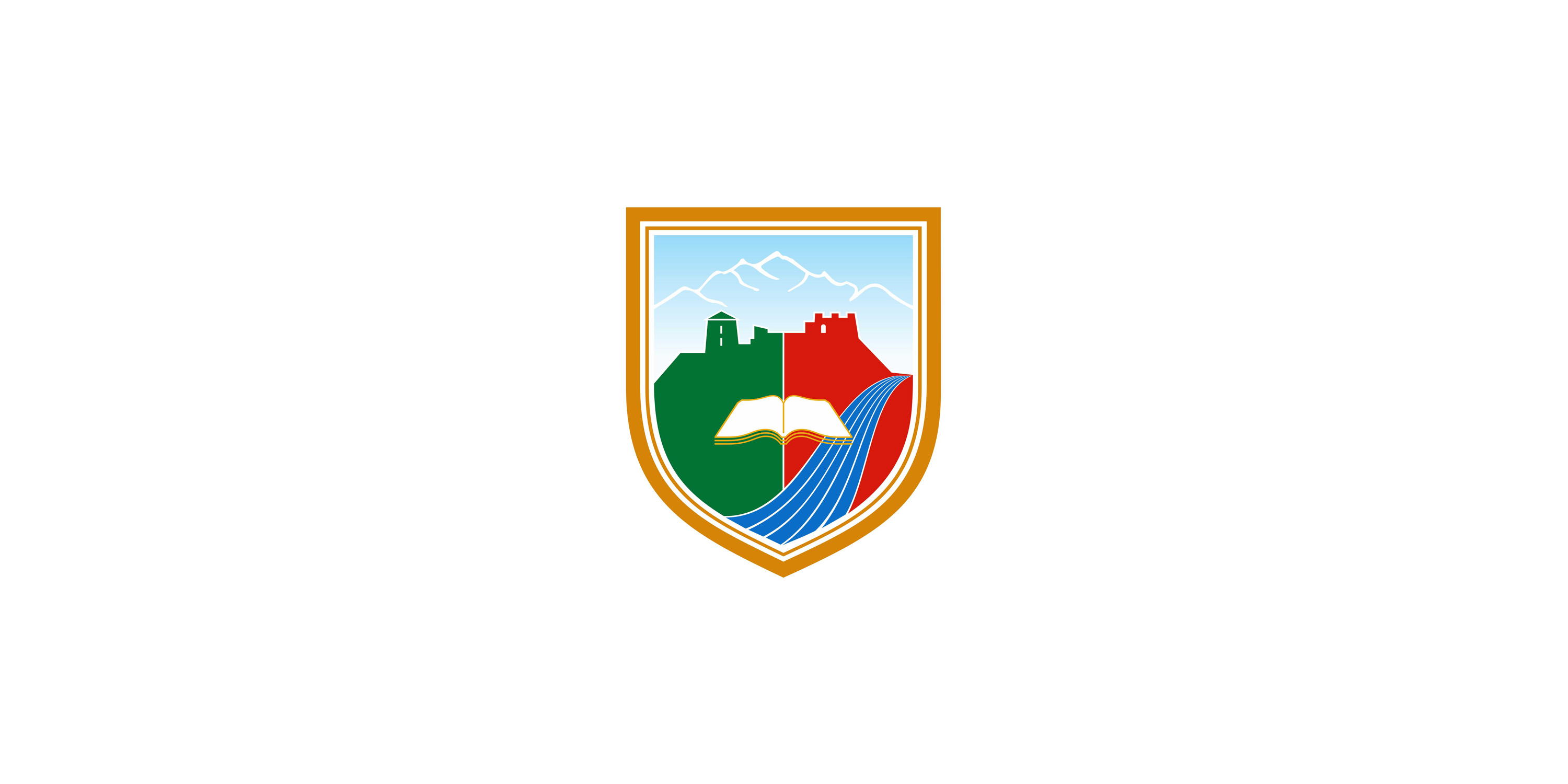
Travnik
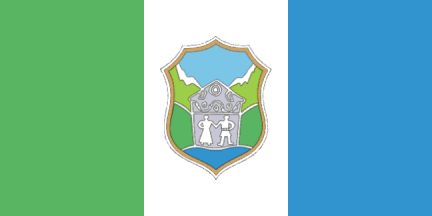
Trnovo
Tuzla
Usora
Vareš
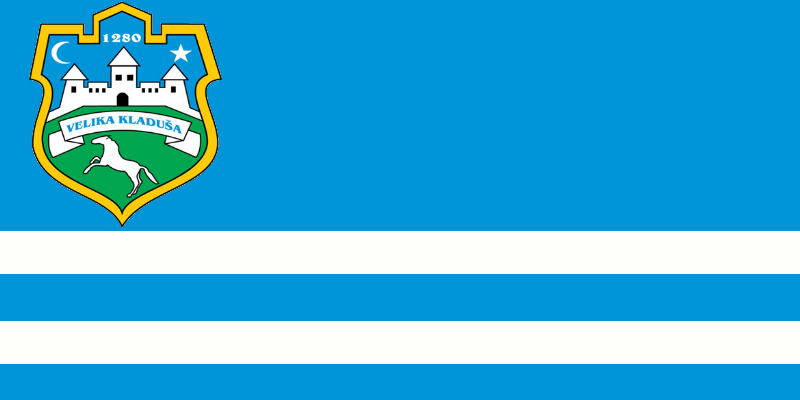
Velika Kladuša
Visoko
Vitez
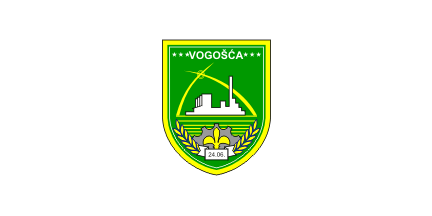
Vogošća
Zavidovići
Zenica
Žepče
Živinice

## Servische Republiek

Banja Luka
Berkovići
Bijeljina
Bileća
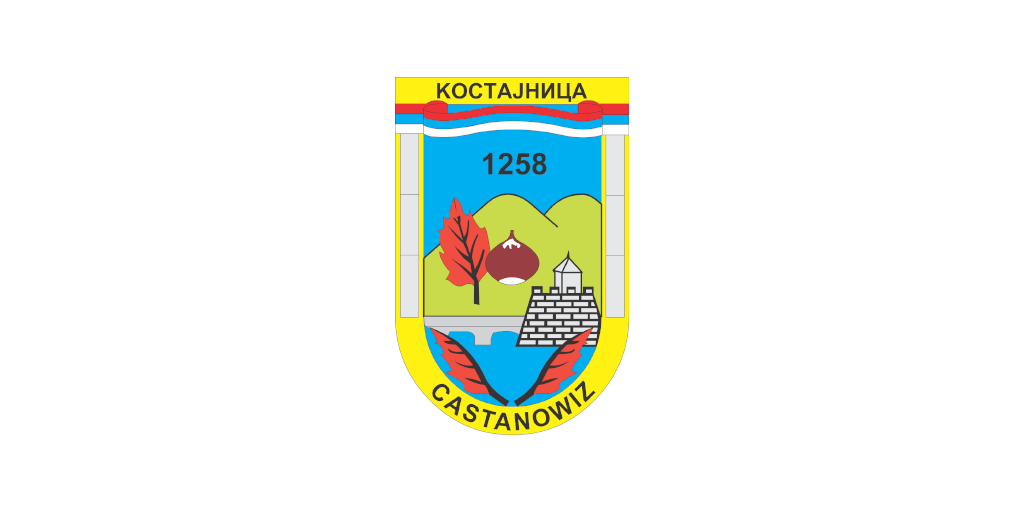
Bosanska Kostajnica
Brod
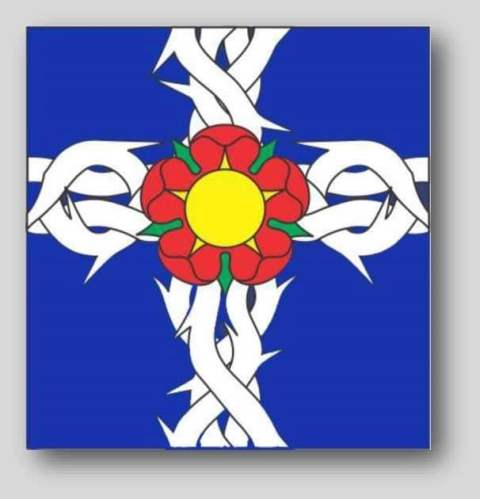
Bratunac
Čajniče
Čelinac
Derventa
Doboj
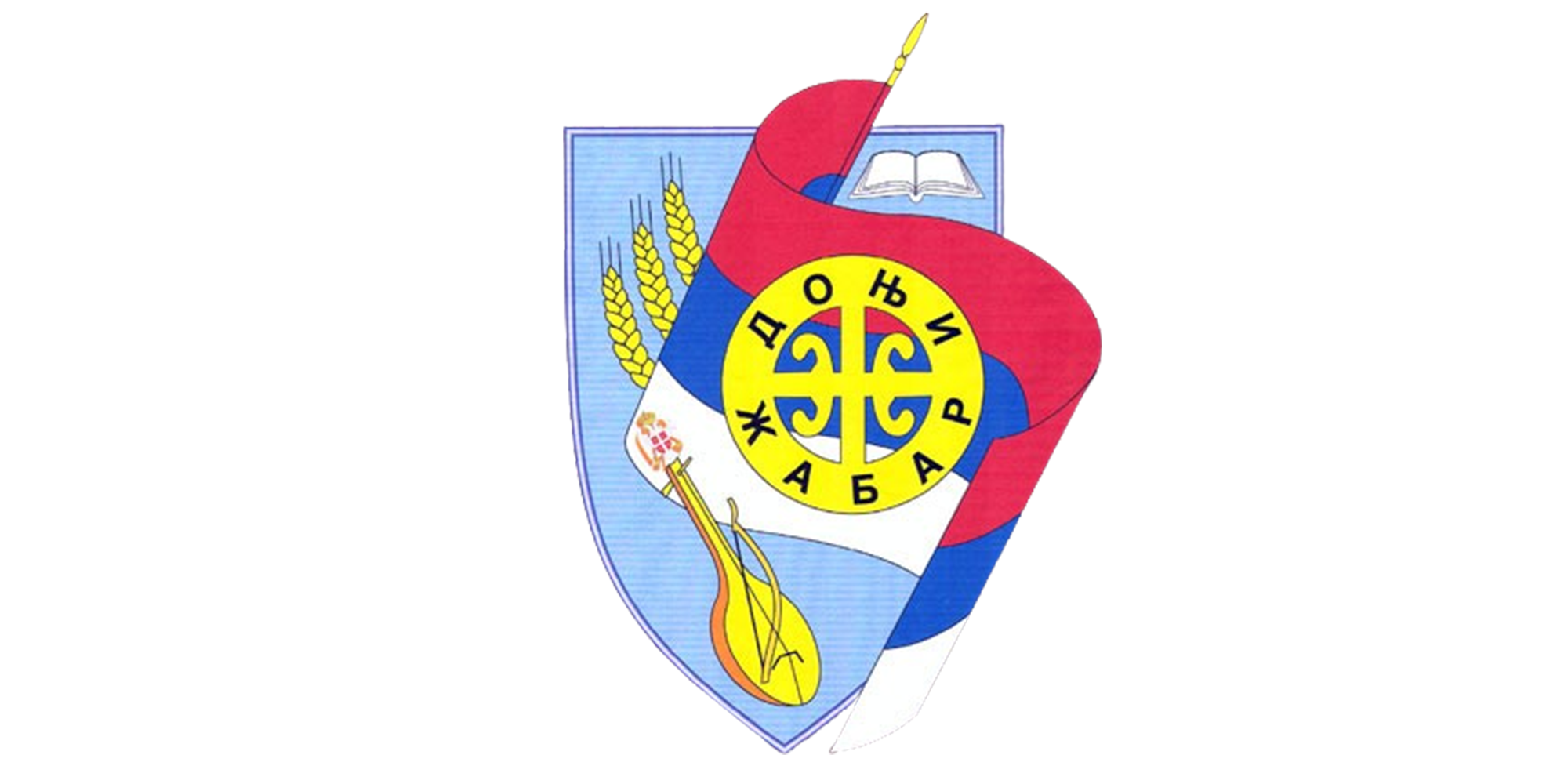
Donji Žabar
Foča
Gacko
Gradiška
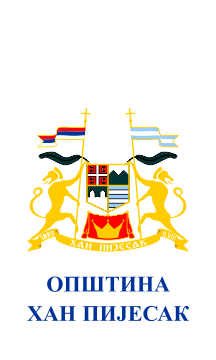
Han Pijesak
Istočni Drvar
Istočna Ilidža
Istočni Mostar
Istočno Novo Sarajevo
Istočno Sarajevo
Istočni Stari Grad
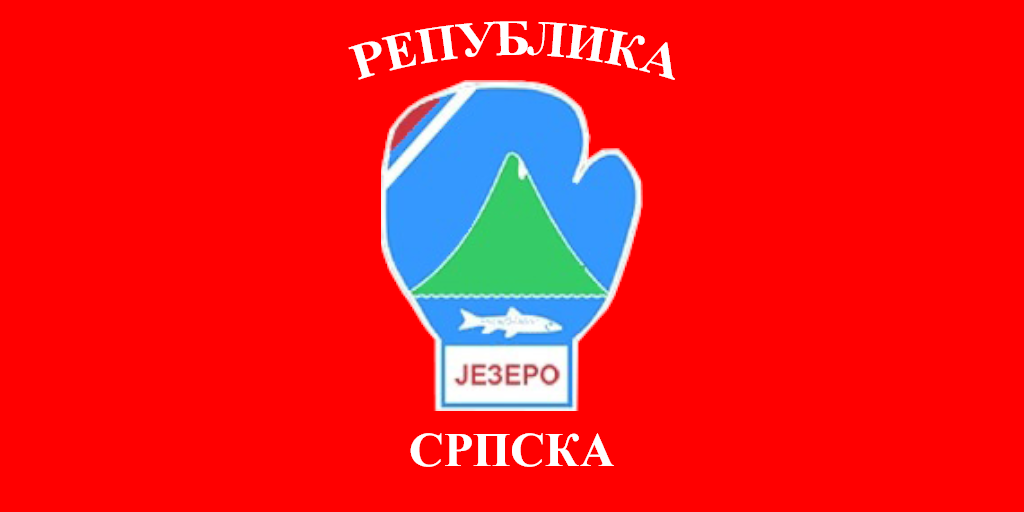
Jezero
Kalinovik
Kneževo
Kozarska Dubica
Kotor Varoš
Krupa na Uni
Kupres
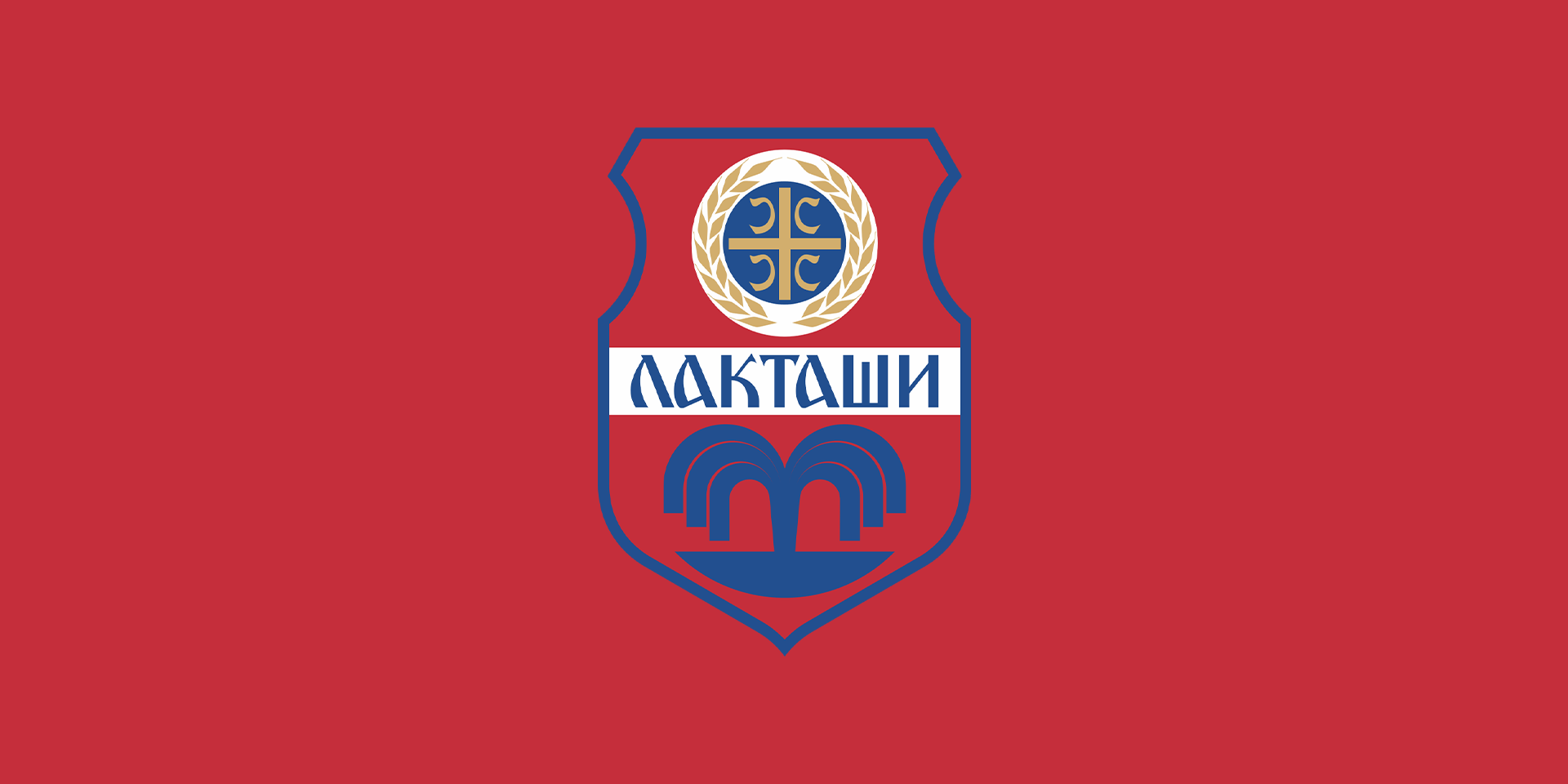
Laktaši
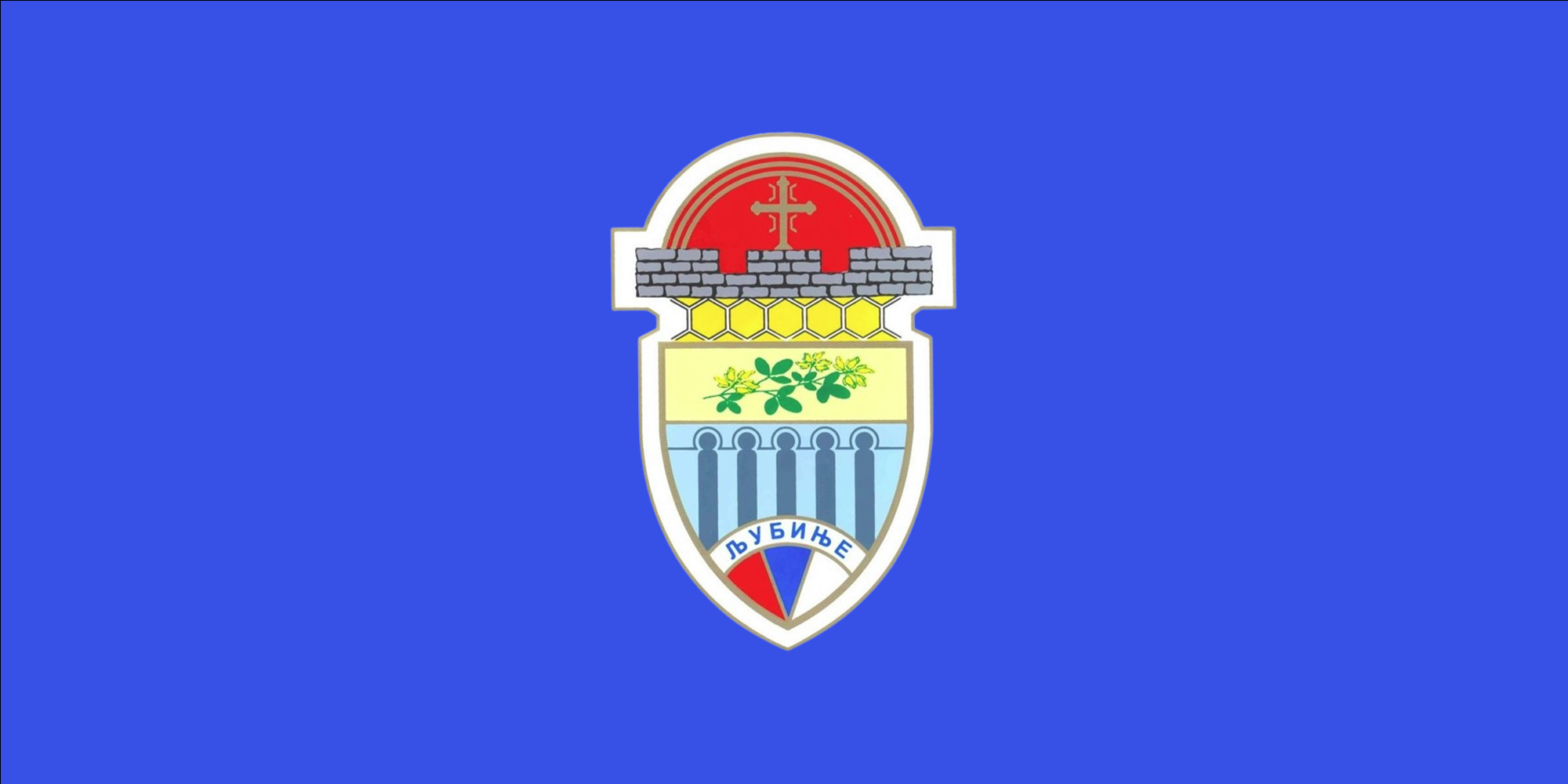
Ljubinje
Lopare
Milići
Modriča
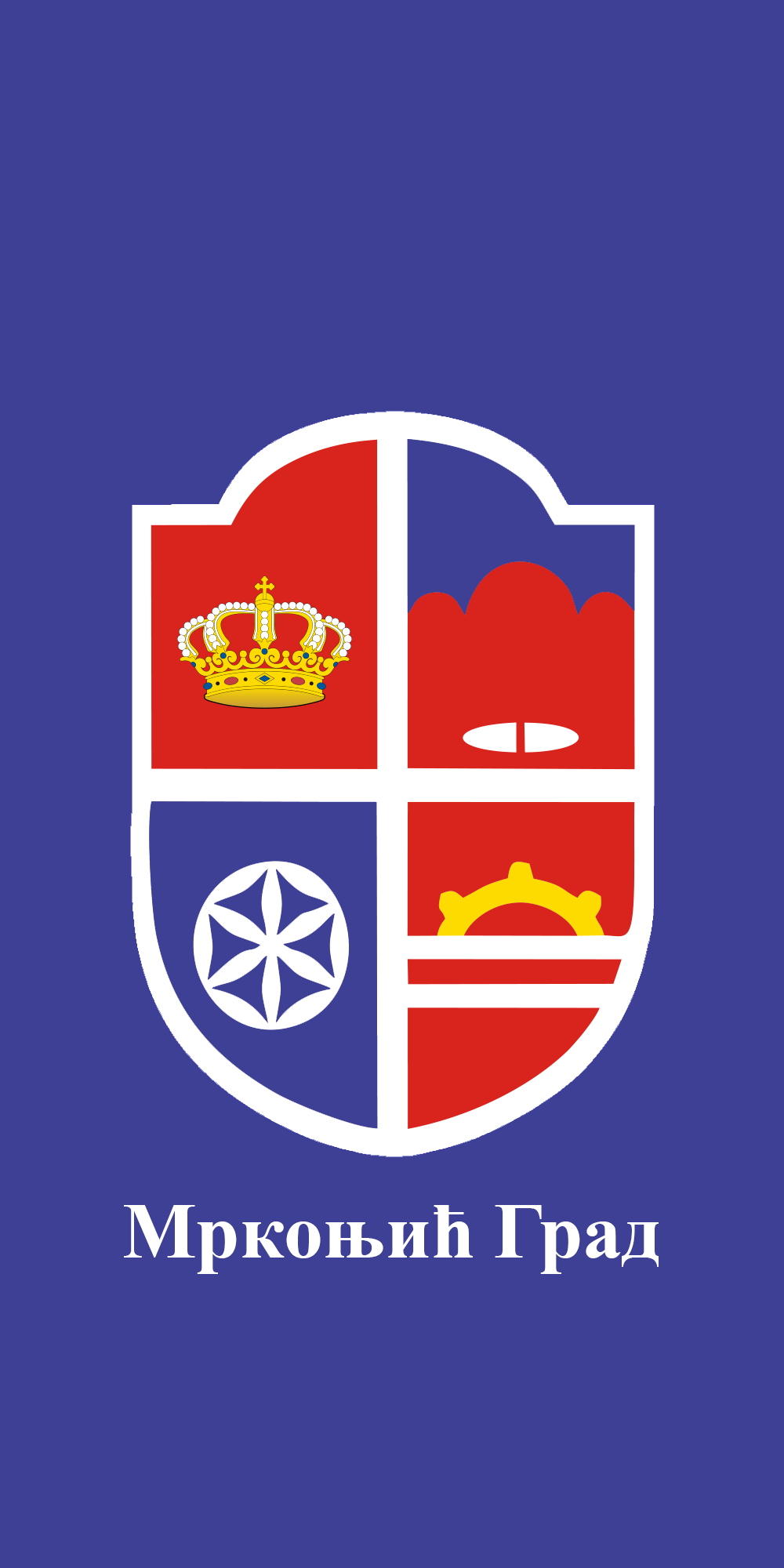
Mrkonjić Grad
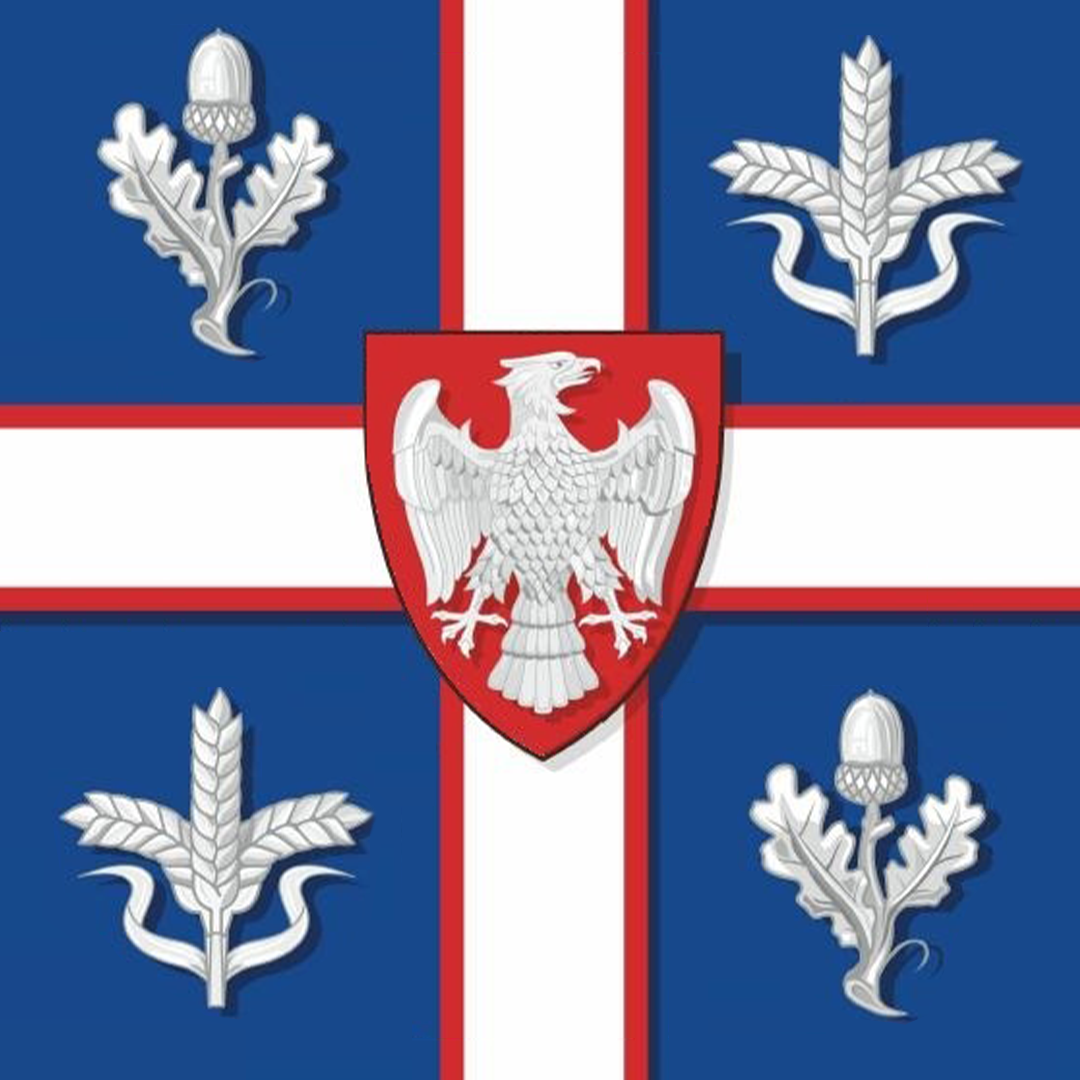
Nevesinje
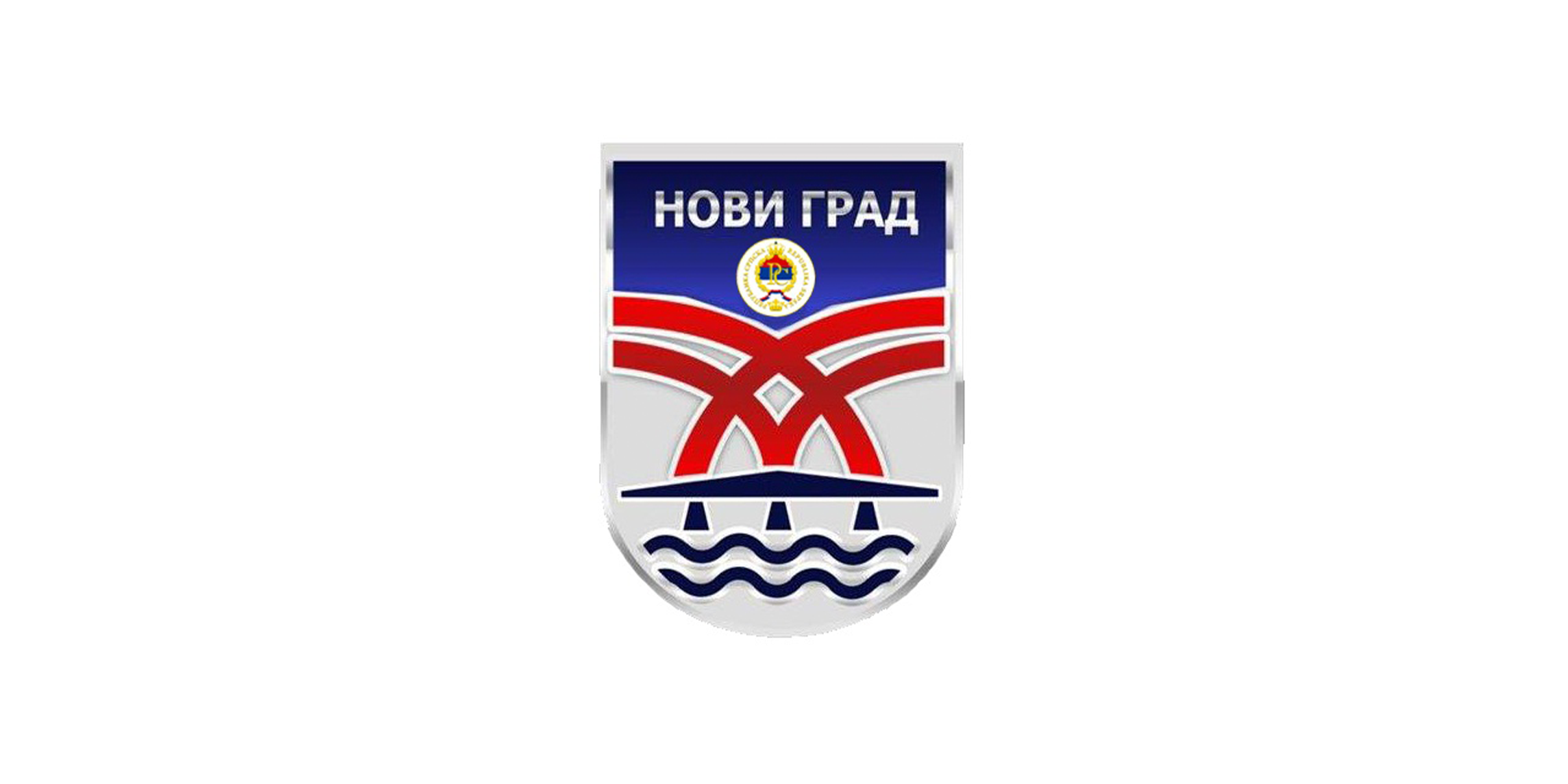
Novi Gra
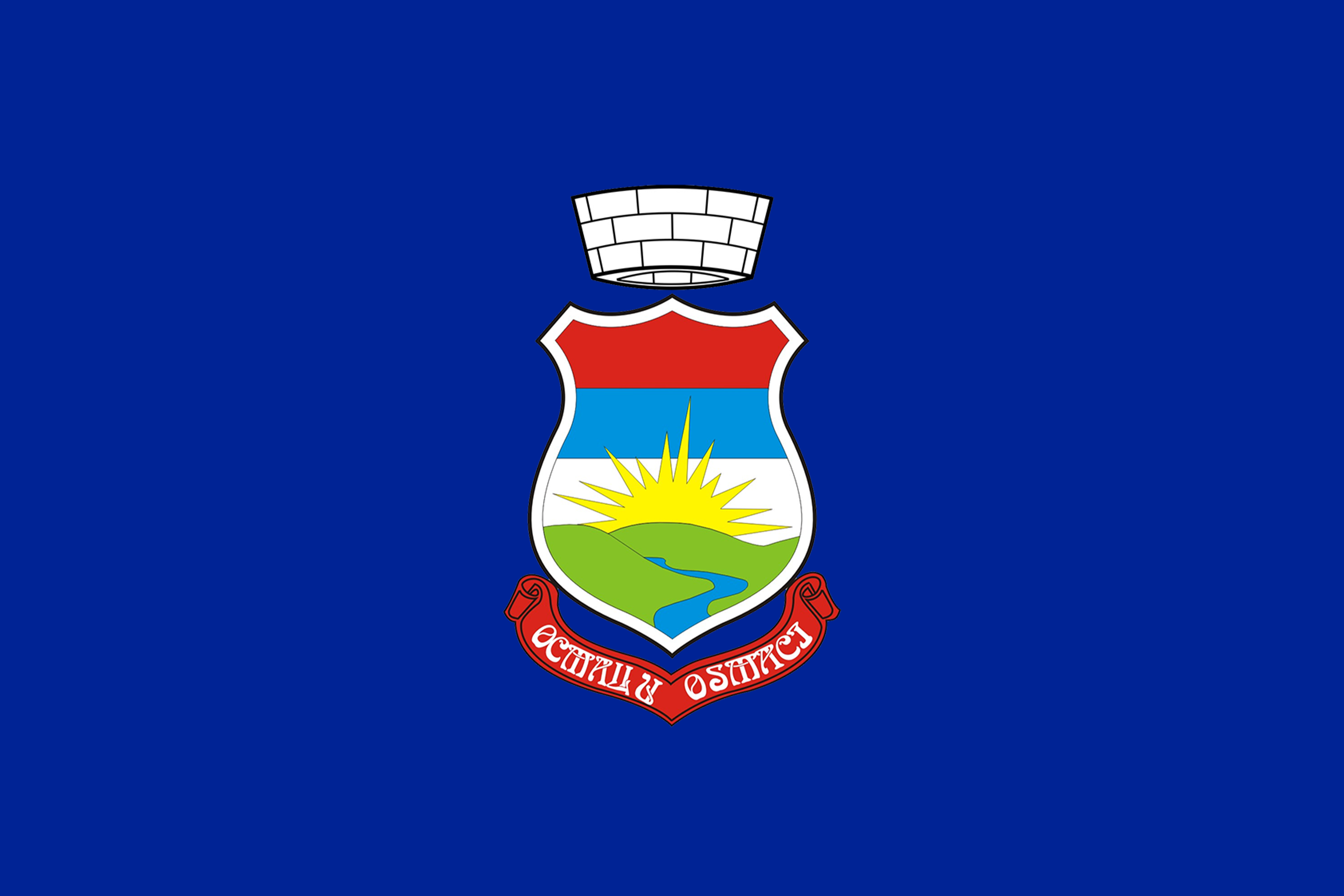
Osmaci
Oštra Luka
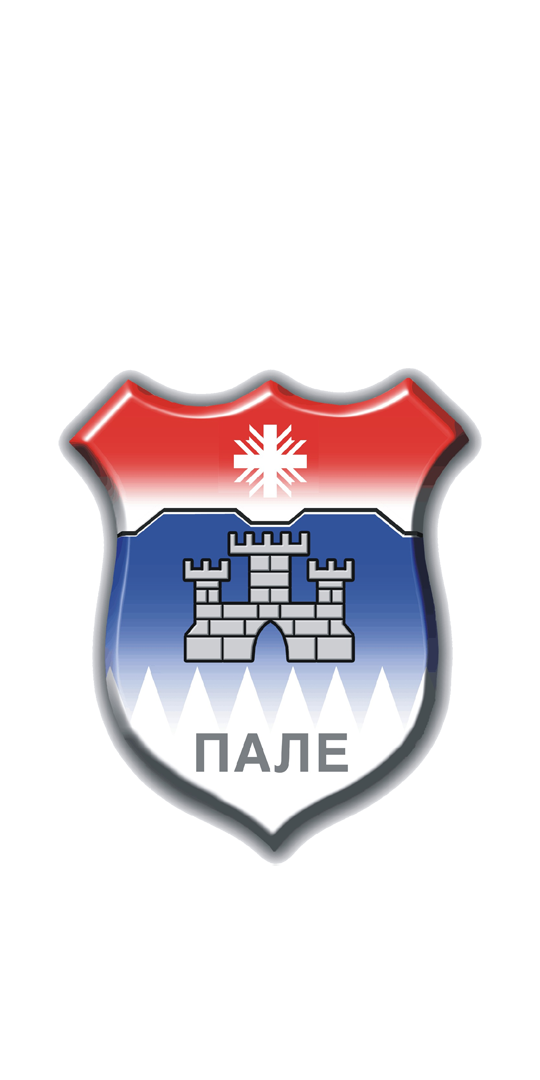
Pale
Pelagićevo
Petrovac
Petrovo
Prijedor
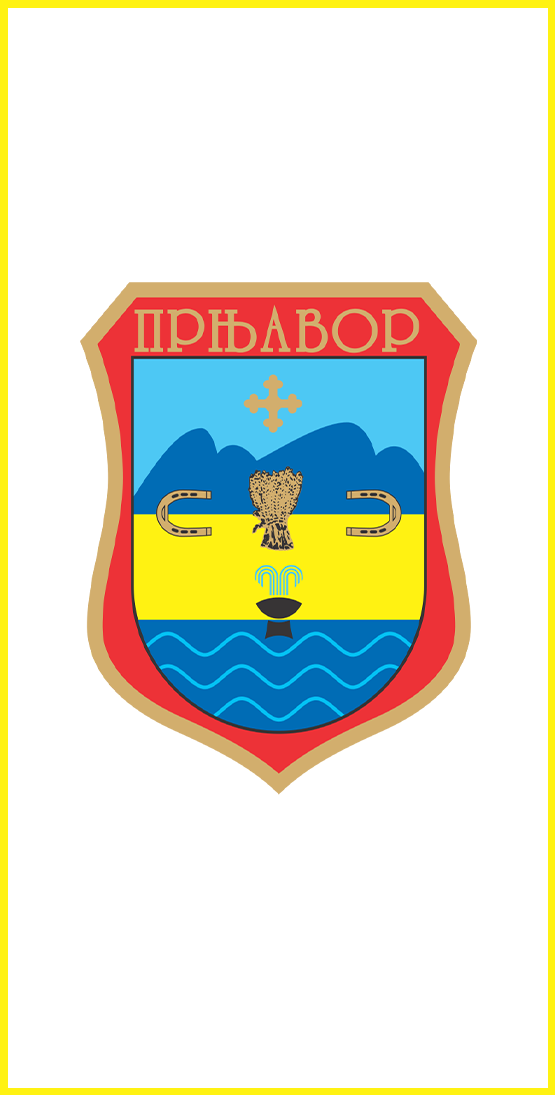
Prnjavor
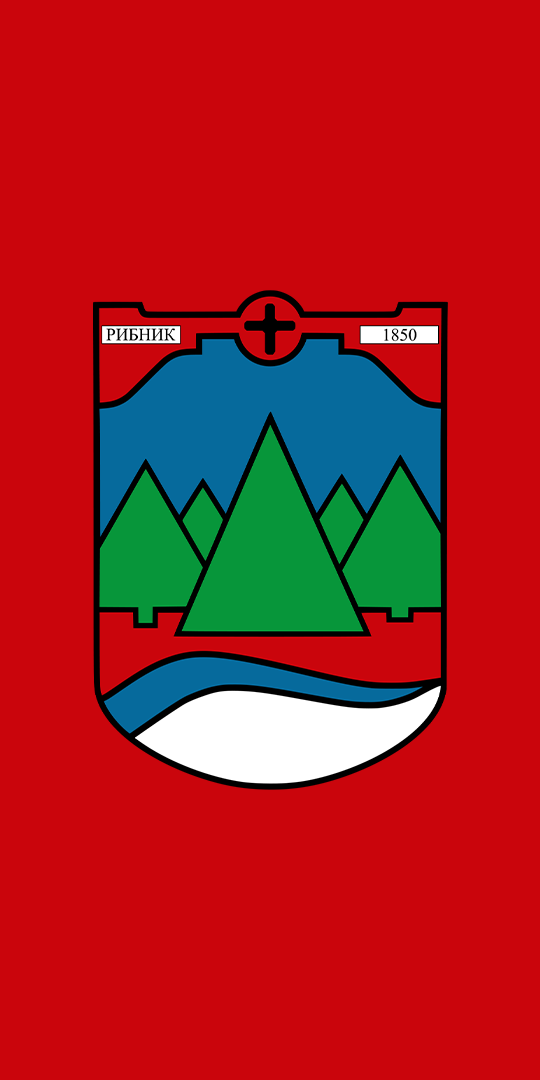
Ribnik
Rogatica
Rudo
Šamac
Šekovići
Šipovo
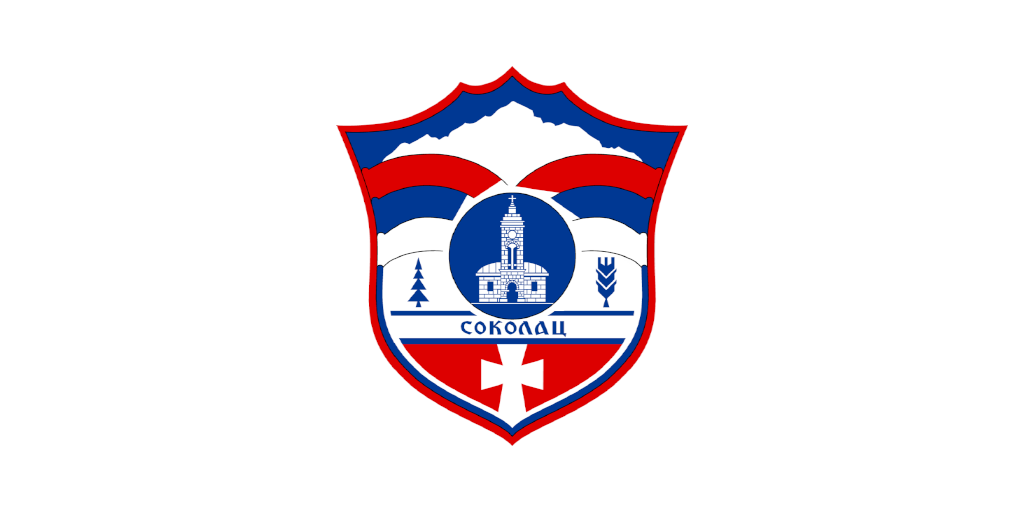
Sokolac
Srbac
Srebrenica
Teslić
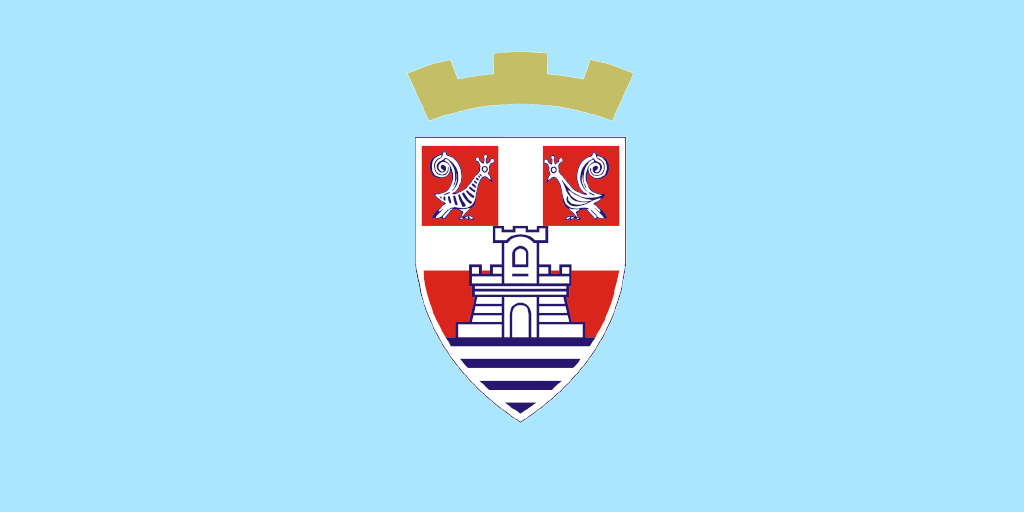
Trebinje
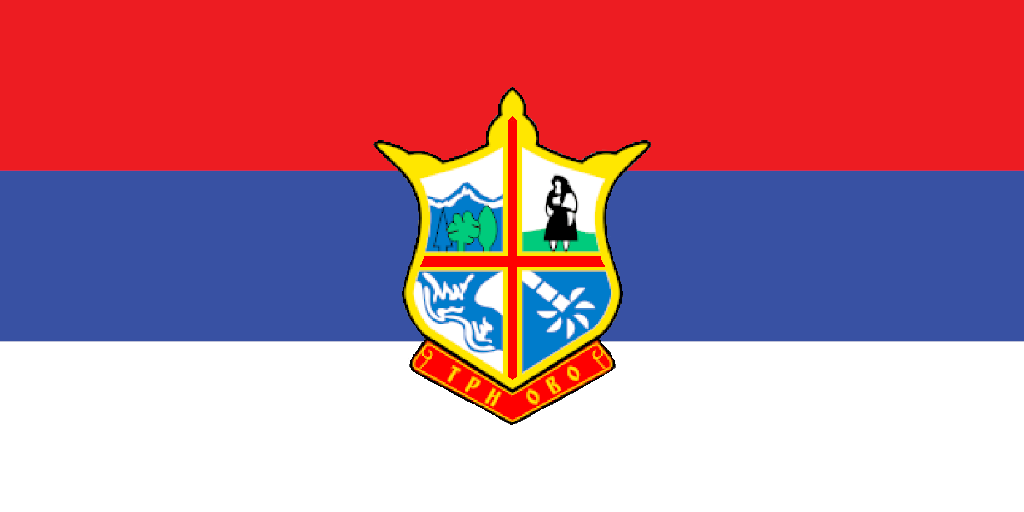
Trnovo
Ugljevik
Ustiprača
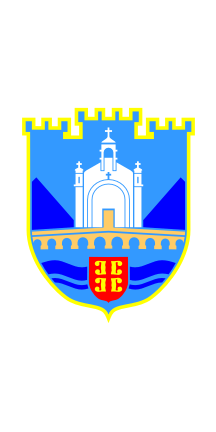
Višegrad
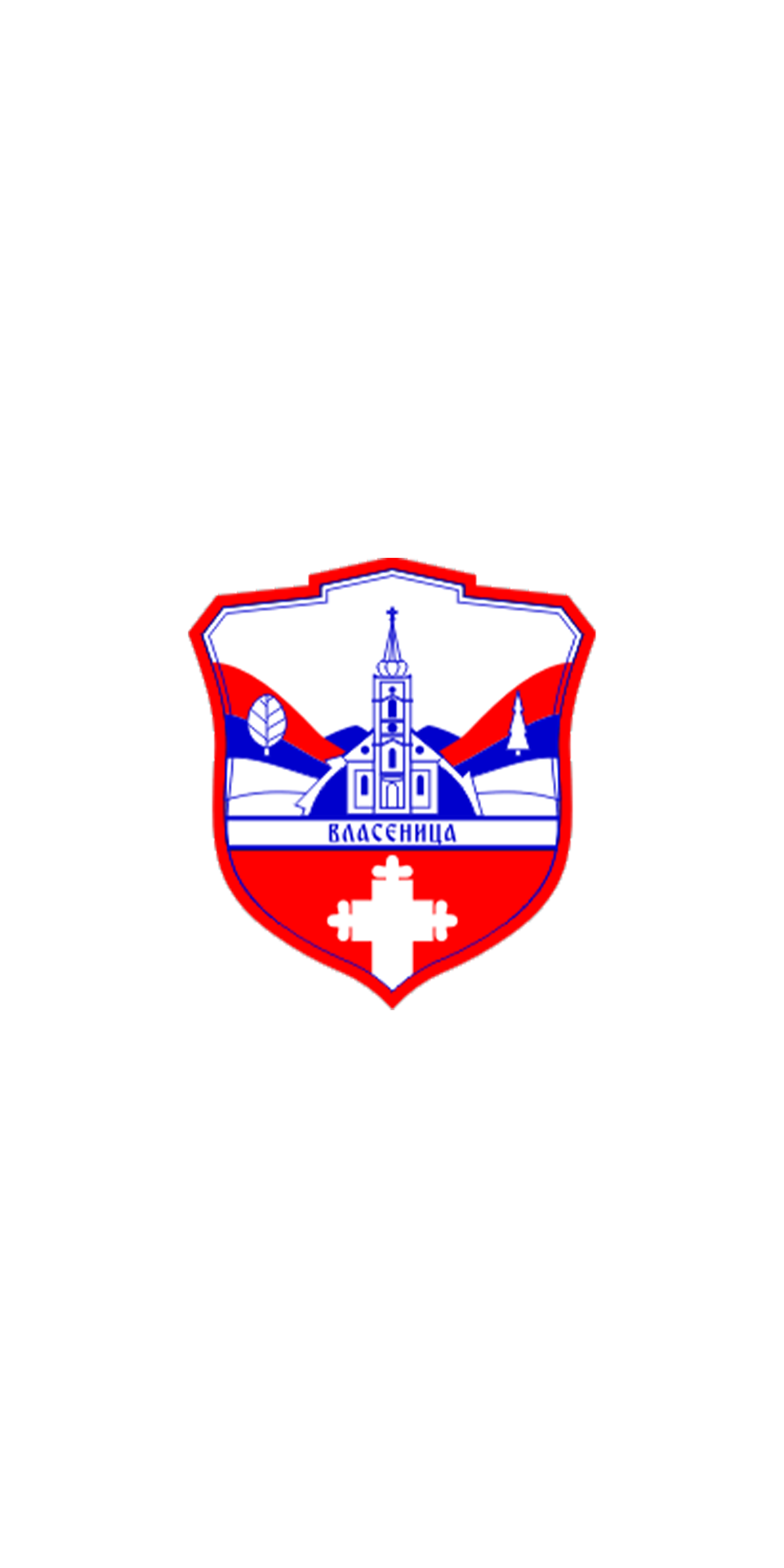
Vlasenica
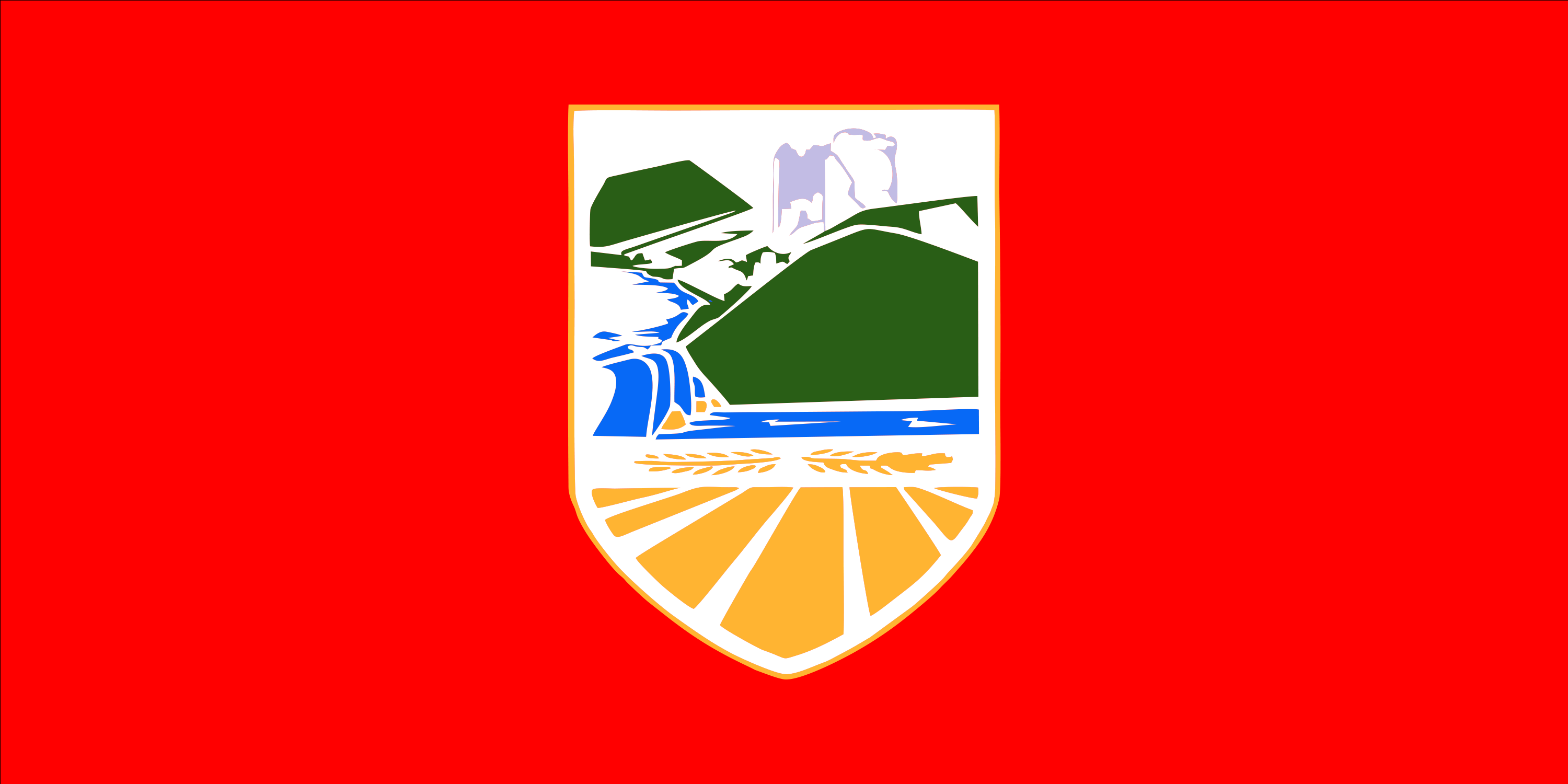
Vukosavlje
Zvornik

## Brčko

Brčko

Andorra · Armenië · België · Bosnië en Herzegovina · Brazilië · Bulgarije · Canada · Chili · Colombia · Costa Rica · Denemarken · Duitsland · El Salvador · Estland · Frankrijk · Georgië · Indonesië · Italië · Kroatië · Letland · Liechtenstein · Litouwen · Luxemburg · Malta · Mexico · Montenegro · Nederland · Noord-Macedonië · Noorwegen · Oekraïne · Oostenrijk · Polen · Portugal · Roemenië · Rusland · San Marino · Servië · Slowakije · Spanje · Tsjechië · Venezuela · Verenigd Koninkrijk · Verenigde Staten · Wit-Rusland · Zimbabwe · Zwitserland
Historisch: België · Nederland
Zie ook: Vlaggenlijsten (per land) · Vlaggen van afhankelijke gebieden · Vlaggen van subnationale entiteiten (per land) · Lijst van vlaggen van hoofdsteden